# Primera División Nacional de balonmano
Die Primera División Nacional de balonmano (deutsch etwa: Erste nationale Liga im Handball) ist eine Spielklasse im spanischen Handball. Sie ist seit 1994 die dritte Liga im Handball der Männer. Bis 1958 war sie die erste, von 1958 bis 1994 die zweite spanische Liga der Männer.

## Aktueller Modus
In der dritten Liga der Männer spielen, nach geographischen Gesichtspunkten eingeteilt, in sechs Gruppen (A–F) je 16 Mannschaften. Nach Abschluss der Gruppenphase, in der jeder gegen jeden in Hin- und Rückspiel antritt, nehmen die Teams auf den Plätzen 1 und 2 der sechs Gruppen an den Aufstiegsspielen zur zweiten Liga (grupo por el título) teil.

## Männer

### Geschichte
Bis zur Gründung der División de Honor der Männer im Jahr 1958 war die Primera División Nacional der Name der ersten Liga Spaniens. Mit Ligagründung wurde sie zur zweiten Liga. Im Jahr 1994 wurde die División de Honor B (seit dem Jahr 2008 División de Honor Plata) als zweithöchste spanische Spielklasse im Handball der Männer eingeführt, womit die Primera División Nacional zur dritten Liga wurde.

### 1951 bis 1958 (Erste Liga)
| Saison    | 1. Platz (Meister)    | 2. Platz              | 3. Platz              |
| --------- | --------------------- | --------------------- | --------------------- |
| 1951/1952 | BM Atlético de Madrid | San Fernando          | Real Madrid           |
| 1952/1953 | Real Madrid           | San Gervasio          | San Fernando          |
| 1953/1954 | BM Atlético de Madrid | FC Barcelona          | Real Madrid           |
| 1954/1955 | CD Sabadell           | BM Granollers         | BM Atlético de Madrid |
| 1955/1956 | BM Granollers         | BM Atlético de Madrid | UG Badalona           |
| 1956/1957 | BM Granollers         | CD Sabadell           | Real Madrid           |
| 1957/1958 | BM Granollers         | FC Barcelona          | BM Atlético de Madrid |

## Frauen
Die Primera División Nacional war bis 2022 auch die dritte Liga im Handball der Frauen, sie wurde zur Saison 2022/2023 durch die División de Honor Plata als neue dritte Liga abgelöst.